# Западни Бахр ел Газал
Западни Бахр ел Газал (енгл. Western Bahr el Ghazal и арап. غرب بحر الغزال) је био један од четири вилајета у регији Бахр ел Газал у Јужном Судану, а након 2011. и независности Јужног Судана држава.
Западни Бахр ел Газал престао је да постоји 2015, када је Јужни Судан подељен на 28 нових држава.

## Географија
Налазио се у западном делу регије на граници са Централноафричком Републиком. Захватао је површину од 93.900 км², на којој је живело око 330.000 становника. Просечна густина насељености била је 3,5 стан./км². Главни град Западног Бахр ел Газала био је Вав. Добио је назив по истоименој реци.

## Подела
Западни Бахр ел Газал био је подељен на три округа:
- Раџа
- Вав
- Џур ривер